# زووتنگکی (استان اوپوله)
زووتنگکی (به لهستانی:  Złotniki) یک روستا در لهستان است که در گمینا پروشکوو واقع شده‌است.